# Franc Obljubek
Franc Obljubek, slovenski kulturni delavec, * 14. februar 1933, Breg pri Krasnem, Kraljevina Italija, † 19. januar 1986, Thunder Bay, Ontario, Kanada.

## Življenje in delo
Ljudsko šolo je obiskoval v Višnjeviku, gimnazijo pa v Šempetru pri Gorici. Leta 1951 je ilegalno zapustil Jugoslavijo. Nekaj časa je bil v zbirnem centru Bagnoli pri Rimu, nato pa pri sorodnikih, ter se 1952 izselil v Kanado, kjer se je najprej zaposlil kot gozdni delavec. Že ob odhodu od doma je načrtoval študij v Kanadi. Ob delu je najprej diplomiral na Univerzi Lokehaed in kasneje magistriral iz knjižničarstva na Univerzi v Torontu. Bil je knjižničar, zaposlen pri Ontario Libary Sevice v Nipigonu. Leta 1960 je postal svetnik knjižničarstva, 1968 pa predsednik Ontario Public Libary Association in skrbel za izobraževanje krajevnih knjižničarjev. Leta 1975 je postal predsednik Multikulturnega društva v Thunder Bayu. Veliko je delal in pisal članke v smislu večkulturne ideje. Načrtoval je posebne knjižnice za ameriške staroselce. V letih 1980−1984 je bil tudi predsednik Multikulturne zveze za severozahodni del Ontaria. Bil je ustanovitelj in urednik časopisa Northern Mosaic in sodeloval pri pripravah narodnostnih konferenc in folklornih festivalov. Za delo na kulturnem področju ga je kraljica Elizabeta II. odlikovala s srebrno medaljo, posvečena pa mu je tudi stavba multikulturnega društva v Thunder Bayu. Po njegovi smrti pa je bila ustanovljena po njem imenovana spominska ustanova.